# Parmele
Parmele és una població dels Estats Units a l'estat de Carolina del Nord. Segons el cens del 2008 tenia 262 habitants.

## Demografia
Segons el cens del 2000, Parmele tenia 290 habitants, 114 habitatges i 73 famílies. La densitat de població era de 94,1 habitants per km².
Dels 114 habitatges en un 26,3% hi vivien nens de menys de 18 anys, en un 33,3% hi vivien parelles casades, en un 25,4% dones solteres, i en un 35,1% no eren unitats familiars. En el 34,2% dels habitatges hi vivien persones soles el 21,9% de les quals corresponia a persones de 65 anys o més que vivien soles. El nombre mitjà de persones vivint en cada habitatge era de 2,54 i el nombre mitjà de persones que vivien en cada família era de 3,27.
Per edats la població es repartia de la següent manera: un 25,5% tenia menys de 18 anys, un 8,6% entre 18 i 24, un 20,3% entre 25 i 44, un 27,9% de 45 a 60 i un 17,6% 65 anys o més.
L'edat mediana era de 42 anys. Per cada 100 dones de 18 o més anys hi havia 78,5 homes.
La renda mediana per habitatge era de 20.179 $ i la renda mediana per família de 21.528 $. Els homes tenien una renda mediana de 22.344 $ mentre que les dones 16.964 $. La renda per capita de la població era de 16.976 $. Entorn del 28% de les famílies i el 29,1% de la població estaven per davall del llindar de pobresa.

## Poblacions més properes
El següent diagrama mostra les poblacions més properes.